# Rathausstraße (Berlin-Mitte)
Die Rathausstraße ist eine Berliner Straße im Bezirk Mitte, die unter dem Namen König(s)straße zu den ältesten Geschäftsstraßen Alt-Berlins gehörte und heute zum Teil Fußgängerzone ist.

## Verlauf
Die Straße beginnt an der Gontardstraße/Alexanderplatz und endet an der Rathausbrücke. Sie verläuft damit der ursprünglichen Nummerierung entgegengesetzt. Zwischen Alexanderplatz und Jüdenstraße ist sie unter Einbeziehung in den weiträumigen unbebauten Bereich um den Fernsehturm Fußgängerzone, wie der Alexanderplatz selbst. Die Straße verläuft in südwestlicher Richtung und ist nur auf ihrer Südseite bebaut und nummeriert. Sie kreuzt die Spandauer Straße und geht nach Überquerung der Rathausbrücke in den Schloßplatz über.

## Geschichte

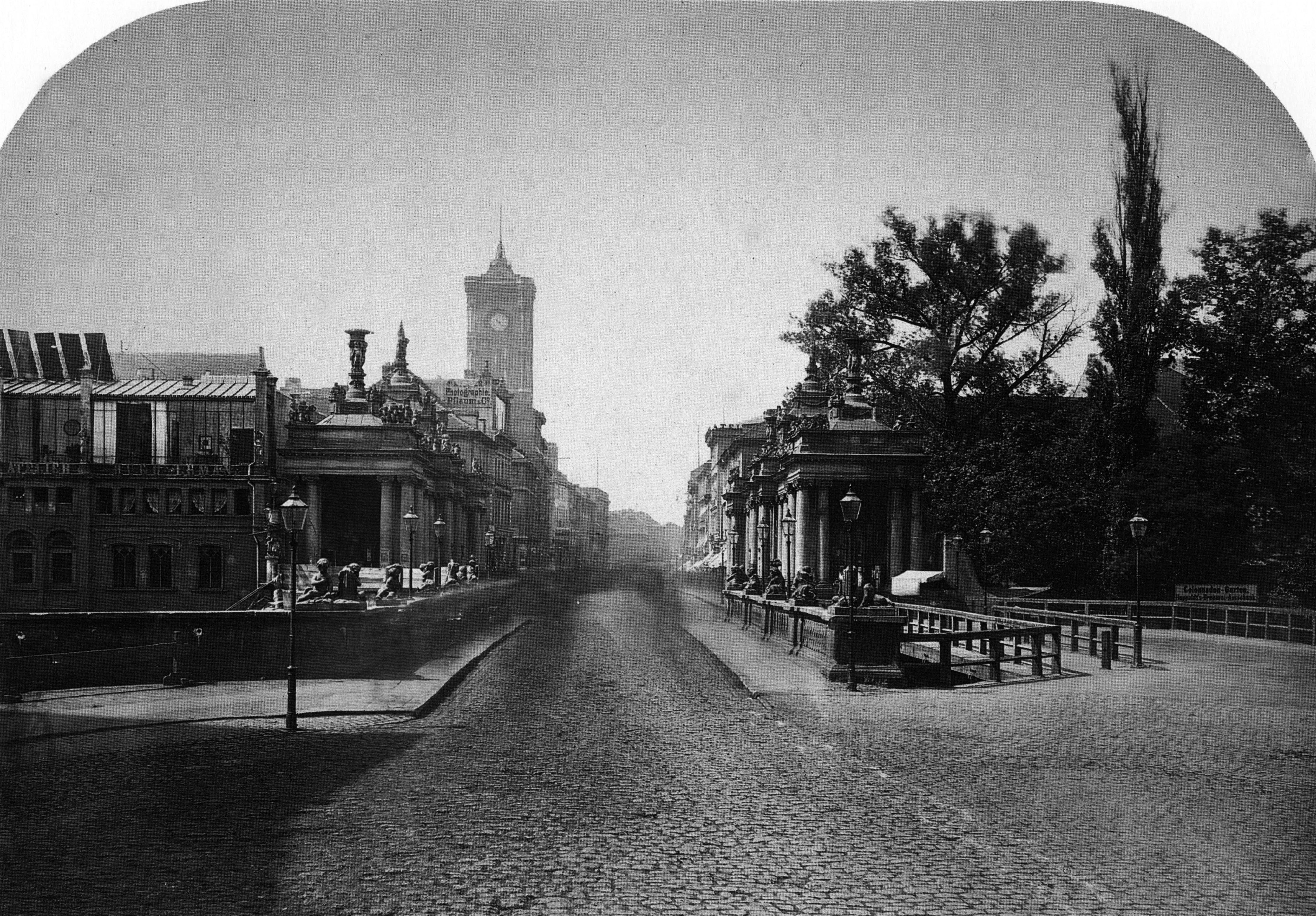
Königsbrücke und Königstraße 1872, im Vordergrund die Königskolonnaden

Die Straße ist eine der ältesten Straßenzüge des Berliner Stadtgrundrisses. Sie verlief von der Langen Brücke, der Rathausbrücke, quer durch das mittelalterliche Berlin bis zu dem nach der Stadt Oderberg führenden Oderberger Tor an ihrem östlichen Ende, etwa auf Höhe des Stadtbahnviadukts, und trug daher den Namen Oderberger Straße. Als sich im 17. Jahrhundert die Vorstadt um die Georgenkirche weiter ausgedehnt hatte, erhielten das Tor den Namen Georgentor und die dahin führende Straße den Namen Georgenstraße.
Eine weitere Umbenennung erfolgte 1701, als König Friedrich I. nach seiner Krönung in Königsberg, der Hauptstadt des neuen Königreichs Preußen, über die Georgenstraße feierlich zum Berliner Schloss zog. Die Straße erhielt den Namen Königs Straße, und das Tor hieß ab sofort Königstor.
Für den Bau der Akzisemauer wurden die inzwischen zur Sternfestung ausgebauten Wehranlagen abgetragen. Das Königstor bekam daraufhin den heute noch bekannten Standort am Rande des Berliner Urstromtals. Die so entstandene Verbindung zwischen der Königsstraße und dem Königstor wurde Neue Königsstraße (von 1966 bis 1995: Hans-Beimler-Straße; seit 1995: Otto-Braun-Straße) genannt. Dieser Name geht jedoch auf einen anderen Namensgeber zurück, die Benennung erfolgte zum „Andenken an den Einzug Friedrich Wilhelm III. nach dem Frieden von Tilsit am 23. Dezember 1809“.

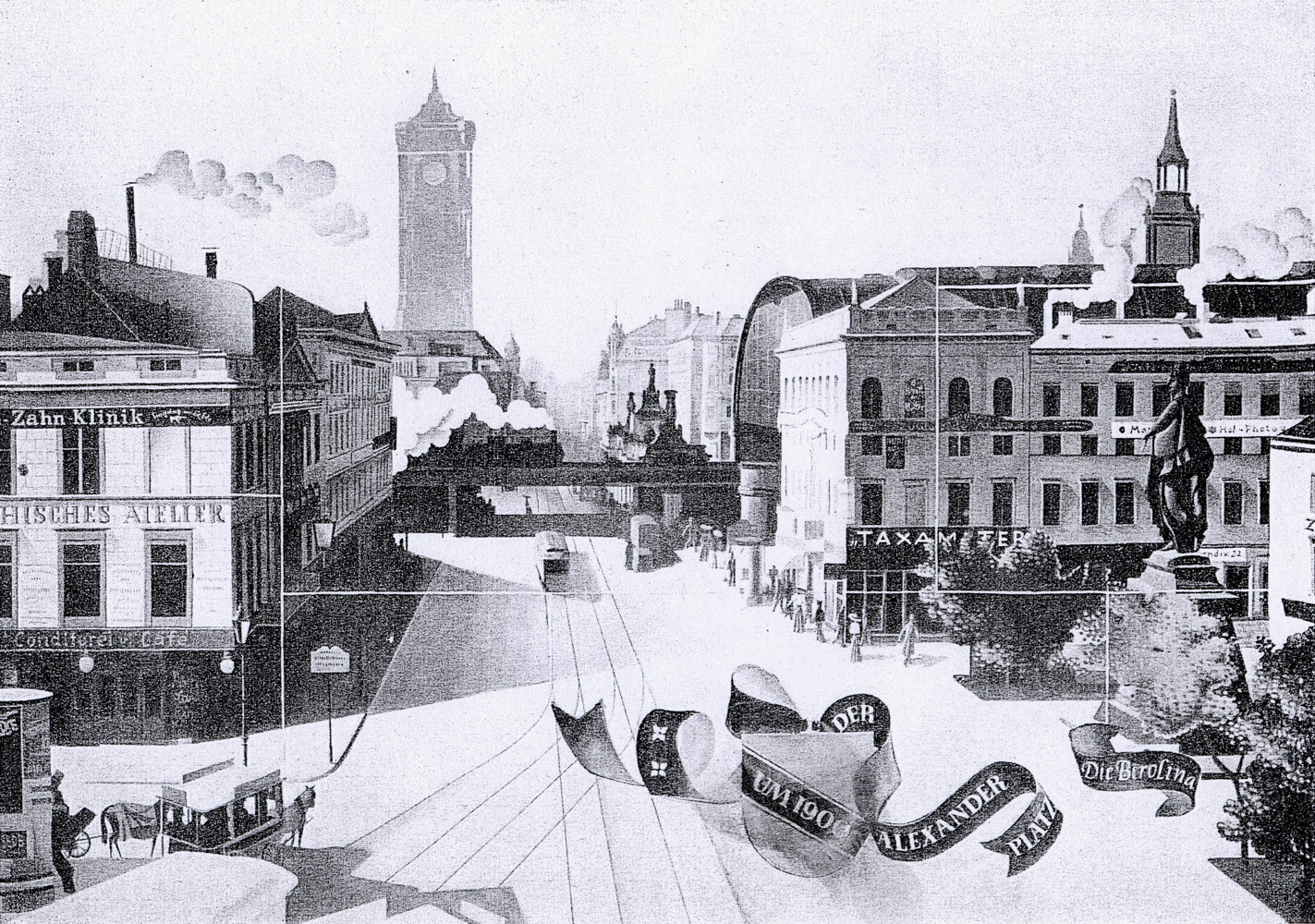
Blick vom Alexanderplatz in die Königstraße um 1900

Das stetige Wachstum von Berlin führte zu gestiegenen Anforderungen an die Verwaltung, sodass das mittelalterliche Rathaus nicht mehr ausreichte. Es wurde abgetragen und zwischen 1861 und 1869 das neue Berliner Rathaus etwas versetzt an der südlichen Seite der Königsstraße errichtet. Wegen seines aus roten Backsteinen gestalteten Äußeren erhielt es bald die Bezeichnung Rotes Rathaus. Ab 1873 fiel das Fugen-s im Straßennamen weg. Sie hieß von nun an Königstraße. 
Wenige Jahre später verkehrten die ersten Straßenbahnen durch die verhältnismäßig enge Straße, die sich zu einem Nadelöhr im Berliner Verkehrsnetz entwickelte. So wurden im Jahr 1916 pro Stunde 282 Straßenbahnwagen gezählt. Gleichzeitig entwickelte sich die Königstraße zu einer der wichtigsten Einkaufsstraßen in der Berliner Innenstadt. Zahlreiche Kaufhäuser, so das Kaufhaus Nathan Israel und eine Filiale des Wertheim-Konzerns, sowie zahlreiche Gastwirtschaften richteten sich hier ein.
Um 1930 baute die Verkehrsgesellschaft eine zweigeschossige Abstellanlage für die Linie E der Berliner U-Bahn unter der Königstraße, die für Jahrzehnte unmittelbar vor dem Rathaus endete.
Am Ende des Zweiten Weltkriegs waren die meisten Gebäude entlang der Königstraße beschädigt oder zerstört, darunter auch das Rathaus. Zeitgleich mit der Umbenennung zahlreicher weiterer Straßen mit monarchistischem Hintergrund in Ost-Berlin erhielt die Straße im April 1951 ihren heutigen Namen Rathausstraße. Im gleichen Jahr wurden die Straßenbahngleise entfernt. Einige kriegsbeschädigte Gebäude wurden wiederhergestellt und weiter benutzt, andere abgetragen. Gegenüber dem Roten Rathaus wurden 1956 die Skulpturen Aufbauhelfer und Trümmerfrau von Fritz Cremer aufgestellt. Die noch verbliebenen teilweise beschädigten Gebäude auf der Südseite der Straße und in den früheren Querstraßen (Hoher Steinweg, Poststraße, Burgstraße), darunter das an der Ecke Jüdenstraße befindliche Gouverneurshaus von 1721, ab 1808 auch Sitz des Stadtgerichts, wurden Anfang der 1970er Jahre abgetragen, um Platz für den Berliner Fernsehturm, die umgebende Grünanlage sowie für neue Wohnbauten zu schaffen. Der Abschnitt der Rathausstraße zwischen Alexanderplatz und Jüdenstraße wurde in eine Fußgängerzone umgewandelt. Auf der Südseite der Straße wurden die Rathauspassagen und die Großgaststätte Alextreff errichtet.

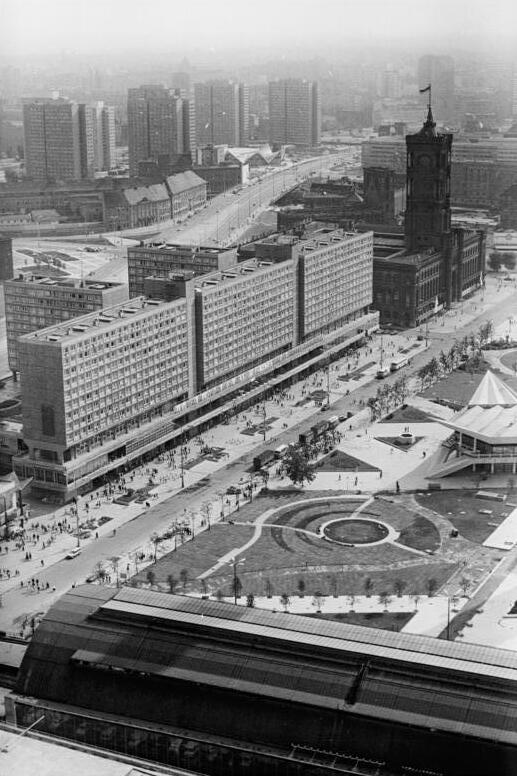
Blick vom Hotel Stadt Berlin in die Rathausstraße (1973)

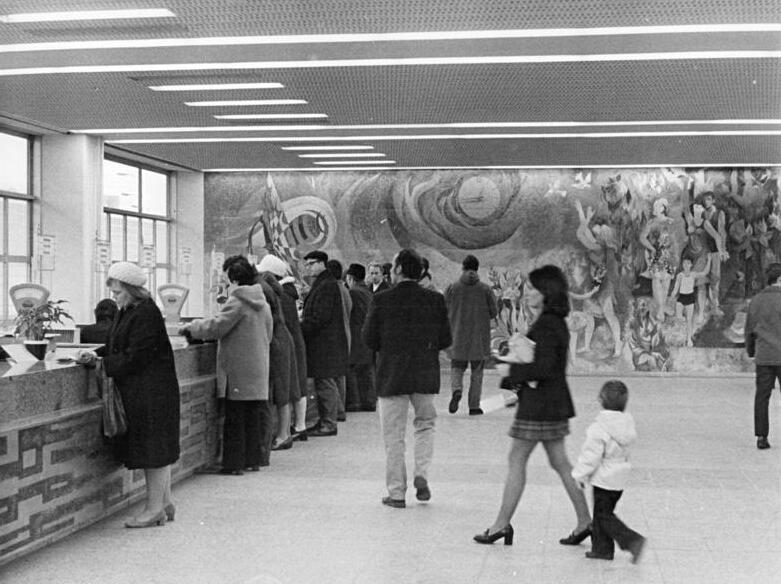
Schalterhalle des 1971 eröffneten Postamts in den Rathauspassagen, 1972

Im Hinblick auf die Umgestaltung der Parkanlage im Karree Karl-Liebknecht-Straße, Spandauer Straße, Rathausstraße und der Spree sowie in Vorbereitung der Denkmalsaufstellung für Karl Marx und Friedrich Engels erfolgte 1983 eine Umbenennung des Abschnitts zwischen Spandauer Straße und Rathausbrücke in Marx-Engels-Forum.
Nach dem Mauerfall und der verwaltungsmäßigen Zusammenführung von Ost- und Westberlin infolge der deutschen Wiedervereinigung ging die Entscheidungshoheit an den neu gebildeten Senat von Berlin über. Dieser ließ 1991 den Abschnitt Marx-Engels-Forum wieder in die Rathausstraße einbeziehen. Außerdem konnten auch Fassaden und das Innere der Rathauspassagen umfangreich saniert werden. Dabei wurden auch mehrere künstlerische oder kunsthandwerkliche Arbeiten, insbesondere Keramiken, entfernt.
Die dortigen Geschäfte erhielten neue Eigentümer oder Pächter. Das Grundstück mit der Gaststätte Alextreff verkaufte die Stadt Berlin an einen Investor, der an deren Stelle 2000/2001 das Multiplex-Kino Cubix errichten ließ.
Im Jahr 2005 wurde ein asphaltierter Radfahrstreifen in den Fußgängerbereich integriert. Von 2009 bis 2020 erfolgten umfangreiche Bauarbeiten zur Verlängerung der U-Bahn-Linie U5 vom Alexanderplatz unter der Rathausstraße zum Hauptbahnhof. Seit der Fertigstellung und Eröffnung des U-Bahnhofs Rotes Rathaus, am 4. Dezember 2020, ist das Terrain an das Berliner U-Bahn-Netz angebunden.
Im Zusammenhang mit den Tiefbauarbeiten wurden 16 verloren geglaubte Kunstwerke der Klassischen Moderne im Untergrund wiederentdeckt.
An der Ecke Gontardstraße entstand 2012–2014 das Wohn- und Geschäftshaus Alea 101.
Die in den 1990er Jahren geplante Straßenbahnlinie vom Alexanderplatz bis zum Rathaus und weiter über Spittelmarkt zum Potsdamer Platz sollte ursprünglich bis 2003 in Betrieb genommen werden. Die aktuelle Planung (Stand 2023) der Berliner Senatsverkehrsverwaltung sieht nunmehr eine Projektumsetzung bis 2027 vor.
Das bauliche Umfeld der Rathausstraße bot immer wieder Anlass zu Diskussionen über eine Neugestaltung bis hin zu einer Wiederbelebung der teilweise engen historischen Straßenstruktur.
Die Senatsverwaltung für Stadtentwicklung, Bauen und Wohnen hatte für das an die Rathausstraße grenzende Rathaus- und Marx-Engels-Forum am 14. Januar 2021 einen offenen Ideen- und Realisierungswettbewerb initiiert. Das Siegerprojekt der Landschaftsarchitekten aus Köln sieht eine weitgehende Erhaltung des Öffentlichen Raums mit seinen Grünanlagen zu Verweil- und Erholungszwecken in zentraler Lage vor.

## Historische Rathausstraße
Bereits seit 1869, also dem Fertigstellungsjahr des Rathauses, existierte eine Rathausstraße an der Rückseite des Rathauses (bis zur Rechtschreibreform im Jahr 1901 Rathhausstraße). Als die Königstraße 1951 in Rathausstraße umbenannt wurde, erhielt die ehemalige Rathausstraße den Namen Hinter dem Rathaus. Im Jahr 1991 wurde sie in Gustav-Böß-Straße zu Ehren von Gustav Böß umbenannt, der von 1920 bis 1929 Oberbürgermeister Berlins war.